# 慕尼黑自由广场

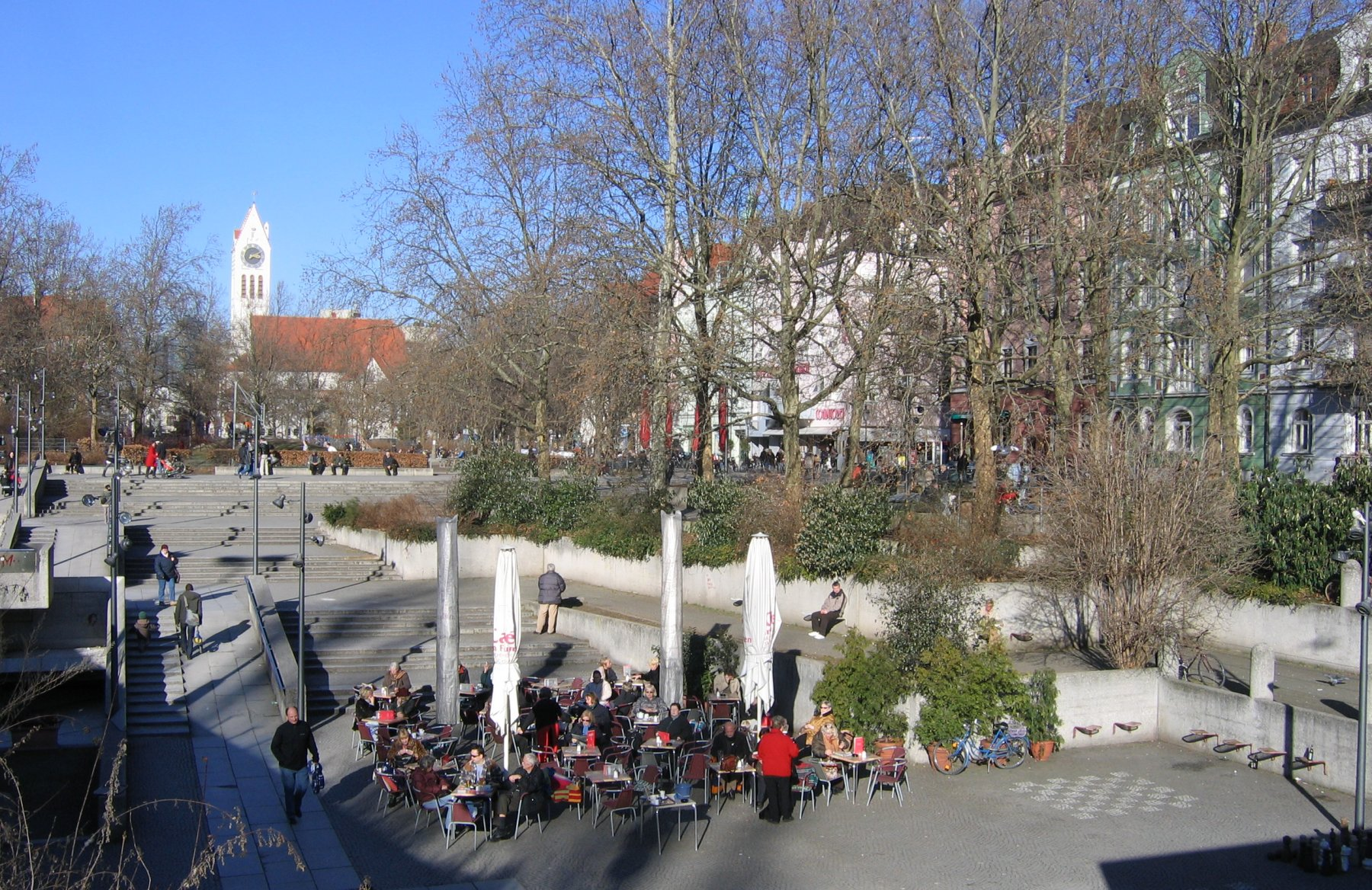

慕尼黑自由广场（Münchner Freiheit，1998年以前拼写为Münchener Freiheit）是德国慕尼黑的一个广场，位于施瓦宾区利奥波德大街，靠近英国公园。这是一个受欢迎的旅游景点，特别是在冬季，这里是慕尼黑最大的圣诞市场之一。
慕尼黑地铁在此设有慕尼黑自由广场站。
一个德国乐队也命名为“慕尼黑自由广场”，并保留了原来的拼写（Münchener Freiheit）。

## 名称的由来
广场原名法伊利奇广场（Feilitzsch Platz），以巴伐利亚内政部长命名。1933年，它被重新命名为“但泽自由广场”（Danziger Freiheit），表达希望但泽回到德国统治的愿望。1945年，反纳粹抵抗组织巴伐利亚自由行动（Freiheitsaktion Bayern）控制了慕尼黑两个无线电发射塔，开始广播宣传，因此在战后选择“慕尼黑自由”（Münchener Freiheit）这个名称加以纪念。市议会于1998年采用另一种拼写Münchner Freiheit，但是 Münchener Freiheit仍然很流行。